# 鷺沢萠
鷺沢 萠（さぎさわ めぐむ、1968年〈昭和43年〉6月20日 - 2004年〈平成16年〉4月11日）は、日本の小説家。
上智大学外国語学部在学中に文學界新人賞を当時最年少で受賞し、女子大生作家としてデビューし活躍。「葉桜の日」などで芥川賞候補に、「ほんとうの夏」などで三島賞候補に挙げられ、1992（平成4）年『駆ける少年』で泉鏡花文学賞を受賞。35歳で縊死した。

## 略歴
1968年（昭和43年）6月20日、4人姉妹の末っ子として東京都大田区に生まれる。8歳の頃に父が土地を購入したことから田園調布で育つ。
1987年（昭和62年）に「川べりの道」で第64回文學界新人賞を受賞、女子大生小説家としてデビュー。これは当時の最年少受賞であった（1993年〈平成5年〉に篠原一により記録は塗り替えられた）。
父は教育系出版社のコーキ出版代表で『戦えリキ』などの作者でもある鷺沢祥二郎。「川べりの道」で文學界新人賞に応募した際、公木 萠（こうき めぐみ）のペンネームを用いたが、「公木」は「鷺沢」とともに、父・祥二郎が使用していたペンネームである「公木龍太郎」に基づく。
姉は検察官。後に父方の祖母が韓国人であることを執筆のための取材の途上で知る。これを契機に韓国（延世大学）へ留学をし、作品に新境地を開いた。
1990年（平成2年）、映画監督の利重剛と結婚。1991年（平成3年）に離婚。
2004年（平成16年）4月12日の夜に東京都目黒区の自宅で遺体で発見された。死亡は前日未明で、発見の状況から自殺と推定された。35歳没。

## 人物
好きな作家は深沢七郎・安岡章太郎・村松友視。
車好きで、マニュアル車を好んでいた。
エッセイの執筆の他、小説や絵本の翻訳も行った。作品はイタリア、韓国などでも翻訳されている。
無類の麻雀好きでも知られた。
姉妹構成は長姉が8歳、次姉は6歳、三姉は4歳違い。
産経新聞のインタビューに対しては、「水がないと不安になる」と水への依存症のような状態であると話したことがある。
喫煙者でもあった。
酒井順子とは同年代ということもあり、親友で、鷺沢の作品の多くに書評も寄せている。群ようこのことは姉と似ているという理由から「おねえちゃん」と呼んでいた。
親しい人からは「めめ（ちゃん）」のニックネームで呼ばれている。公式サイト「Office Meimei」の日記にて藤原伊織（サイトでは「いおりん」のハンドルネームを使用）と頻繁に交流をしていた。鷺沢のトークライブに藤原がゲスト出演したこともある。

## 受賞・候補歴
- 1987年（昭和62年） - 「川べりの道」で第64回文學界新人賞を受賞。
- 1989年 - 「帰れぬ人びと」で第101回芥川龍之介賞候補。
- 1990年（平成2年） - 「果実の舟を川に流して」で第3回三島由紀夫賞候補。『帰れぬ人びと』で第12回野間文芸新人賞候補。
- 1991年（平成3年） - 「葉桜の日」で第104回芥川龍之介賞候補。
- 1992年（平成4年） - 「ほんとうの夏」で第5回三島由紀夫賞候補、第107回芥川龍之介賞候補。『駆ける少年』で第20回泉鏡花文学賞を受賞。
- 1993年（平成5年） - 『ハング・ルース』で第15回野間文芸新人賞候補。
- 1997年（平成9年） - 「君はこの国を好きか」で第117回芥川龍之介賞候補。

## 学歴
- 1971年（昭和46年）-  三宿さくら幼稚園入園（母が多忙になり送り迎え困難により退園）
- 1981年  (昭和56年）-  東京学芸大学附属世田谷小学校 卒業。
- 1984年（昭和59年） - 東京学芸大学附属世田谷中学校卒業。
- 1987年（昭和62年） - 東京都立雪谷高等学校卒業。上智大学外国語学部ロシア語学科へ推薦入試で進学。
- 1990年（平成2年）  - 上智大学外国語学部ロシア語学科除籍。
- 1993年（平成5年）  - 延世大学校付属語学研究院留学。

## 著書

### 小説
- 『少年たちの終わらない夜』1989年　河出書房新社　のち文庫
- 『帰れぬ人びと』1989年　文藝春秋　のち文庫、講談社文芸文庫
- 『海の鳥・空の魚』1990年　角川書店　のち文庫
- 『スタイリッシュ・キッズ』1990年　河出書房新社　のち文庫
- 『葉桜の日』1990年　新潮社　のち文庫
  - 葉桜の日　『新潮』1990年8月号
  - 果実の船を川に流して　『新潮』1989年12月号
- 『愛してる』1991年　角川書店　のち文庫
- 『駆ける少年』1992年　文藝春秋　のち文庫
  - 銀河の町(「青白い光」改題)　『文學界』1987年12月号
  - 駆ける少年　1989年12月号
  - 痩せた背中　1991年12月号
- 『ハング・ルース』1992年　河出書房新社　のち文庫
- 『大統領のクリスマスツリー』1994年　講談社　のち文庫（1996年映画化）
- 『奇跡の島』1994年　朝日出版社　のち角川文庫
- 『夢を見ずにおやすみ』1996年　講談社　のち文庫
- 『F 落第生』1996年　角川書店　のち文庫（1998年、『F (エフ)』のタイトルで映画化）
- 『バイバイ』1997年　角川書店　のち文庫
- 『君はこの国を好きか』1997年　新潮社　のち文庫
- 『過ぐる川、烟る橋』1999年　新潮社　のち文庫
- 『さいはての二人』1999年　角川書店　のち文庫
- 『失恋』2000年　実業之日本社　のち新潮文庫
- 『私の話』2002年　河出書房新社　のち文庫
- 『ウェルカム・ホーム！』2004年　新潮社　のち文庫
- 『ビューティフル・ネーム』2004年　新潮社　のち文庫
  - 春の居場所（未完　2006年映画化）

### エッセイ
- 『町へ出よ、キスをしよう』1991年　廣済堂出版　のち新潮文庫
- 『THEY THEIR THEM』1992年　角川書店（1995年、文庫化の際『そんなつもりじゃなかったんです』に改題）
- 『ケナリも花、サクラも花』1994年　新潮社　のち文庫
- 『月刊サギサワ』1994年　講談社　のち文庫
- 『私はそれを我慢できない』1995年　大和書房　のち新潮文庫
- 『途方もない放課後』1998年　大和書房　のち新潮文庫
- 『コマのおかあさん』1998年　講談社　のち文庫
- 『酒とサイコロの日々』1998年　双葉社　のち新潮文庫
- 『サギサワ＠オフィスめめ』2000年　角川文庫
- 『ナグネ・旅の途中―場所とモノと人のエッセイ集』2000年 （2005年、文庫化の際『ありがとう。』に改題）　角川書店
- 『サギサワ＠オフィスめめ　でんでん虫国創立! 建国編』2001年　角川文庫
- 『キネマ旬砲』2002年　角川書店
- 『サギサワ＠オフィスめめ　ウチにいないぞ、俺! 方言バトル編』2002年　角川文庫
- 『この惑星（）のうえを歩こう』2002年　大和書房（2007年、角川文庫化の際『待っていてくれる人』に改題）
- 『かわいい子には旅をさせるな』2004年　大和書房　のち角川文庫
- 『シネマ・ボム！CINEMA BOMB!』2004年　アクセス・パブリッシング
- 『祈れ、最後まで・サギサワ麻雀』2004年　竹書房（「サギサワ麻雀」は、麻雀に関するエッセイ集）
- 『明日がいい日でありますように。サギサワ@オフィスめめ』2005年　角川書店

### 絵本
- 『赤い水、黒い水』2004年　作品社（イラストレーター・水崎真奈美との共著）

### 翻訳
- パム・ヒューストン『愛しのろくでなし』1994年　講談社　のち文庫
- リー・W・ラトリッジ『猫の贈り物』1997年　講談社　のち文庫

### 絵本翻訳
- ヘルマン・メールス文 ヨゼフ・ウィルコン絵『ケイティーとおおきなくまさん』1995年　講談社
- 『ドクター・スヌーピーの犬の気持ちがわかる本』1996年　講談社　のち文庫
- ヨゼフ・ウィルコン『マリオンのおつきさま』1997年　講談社
- ヨゼフ・ウィルコン『どうぶつえんからにげだそう！』1997年　講談社
- ヨゼフ・ウィルコン『ちびおおかみ』1998年　講談社
- ヨゼフ・ウィルコン『クララしあわせをさがして』1999年　講談社

### 戯曲集
- 『ばら色の人生 La vie en Rose』2004年　作品社

### 漫画化された作品
- ウェルカム・ホーム!〈児島律子〉　2005年8月　秋田書店、入江紀子・画

## 出演
- BSマンガ夜話『秋日子かく語りき』（1996年8月21日 NHK BS2） - ゲスト出演
- BSマンガ夜話『はみだしっ子』（1997年9月24日 NHK BS2） - ゲスト出演